# 徐心华
徐心华（1940年8月—），男，汉族，江苏涟水人，中华人民共和国新闻工作者，经济日报社原社长，中华全国新闻工作者协会原副主席，第十届全国政协委员。